# Ерик Јанжа
Ерик Јанжа (Мурска Собота, 21. јун 1993) је словеначки фудбалер који игра као дефанзивац за пољског прволигашаГорњик и репрезентацију Словеније.

## Играчка каријера

### Клубови
Јанжа је рођен у словеначком граду Мурска Собота. Омладинску каријеру започео је у екипи Пуцонци, да би 2007. године наставио у академији ФК Мура 05.
Године 2010. дебитовао је у првом тиму прволигаша Муре 05. Потписали су га Домжале 2013. и Марибор 2015. године. А 2017. године прелази у чешки клуб Викторија Плзењ. У сезони 2017-18. био је на позајмици у тиму Пафоса. Током 2018. године прелази у хрватски клуб Осијек. У лиги је дебитовао 12. августа 2018. у победи против Истре 1961 резултатом 3 : 0.
Дана 1. јула 2019. потписао је петогодишњи уговор са Горник Забрзе, пољским прволигашем. За Горник је први пут заиграо 22. јула 2019. у утакмици која је завршена нерешеним резултатом 1 : 1 против Висле Плоцк. Свој први гол за Горник је постигао је 21. новембра 2021. у победи на домаћем терену против Легије из Варшаве резултатом 3 : 2.

### Репрезентација
Јанжа је представљао Словенију у скоро свим старосним групама, од У15 до У21. У сениорској репрезентацији дебитовао је 2014. године. Први пут се појавио 18. новембра 2014. у пријатељској утакмици против Колумбије која се завршила поразом од 1 : 0.
Скор и резултати наводе први зброј голова Словеније, колона резултата показује резултат након сваког Јанжиног гола.
| Бр. | Датум              | Стадион                             | Ута | Противник | Скор  | Резултат | Такмичење                 |
| --- | ------------------ | ----------------------------------- | --- | --------- | ----- | -------- | ------------------------- |
| 1   | 14. октобар 2023.  | Стадион Стожице, Љубљана, Словенија | 4   | Финска    | 3 : 0 | 3 : 0    | Квалификације за ЕП 2024. |
| 2   | 17. новембар 2023. | Стадион Паркен, Копенхаген, Данска  | 6   | Данска    | 1 : 1 | 1 : 2    | Квалификације за ЕП 2024. |

## Успеси

### Играчки
Марибор
- Прва лига Словеније у фудбалу: шампион 2014–15.[2]
- Куп Словеније: попедник 2015–16.[2]